# Polycyathus andamanensis
Espèce
Statut CITES
Polycyathus andamanensis est une espèce de coraux appartenant à la famille des Caryophylliidae.